# Copa do Mundo FIFA de 1994
A Copa do Mundo FIFA de 1994 foi a 15.ª edição do torneio, sediado nos Estados Unidos, sendo o primeiro mundial a ser realizado neste país. Apesar da pouca tradição norte-americana no futebol, foi este o campeonato mundial que bateu todos os recordes de público, mantidos até os dias de hoje. Com um futebol extremamente eficiente e com um grupo muito unido liderado pelo polêmico craque Romário, a Seleção Brasileira conquistou o quarto título mundial ao bater a Itália na final. O titulo do Brasil foi comemorado também como uma homenagem ao tricampeão mundial de Fórmula 1 Ayrton Senna, falecido em 1 de maio daquele ano.
A edição foi aberta no estádio Soldier Field, em Chicago, no dia 17 de junho, com direito a performance da cantora Diana Ross. No mesmo dia, aconteceu o jogo de abertura entre a Alemanha (sua primeira Copa reunificada) contra a Bolívia. A seleção Alemã venceu o jogo por 1–0, com gol do atacante Jürgen Klinsmann. Nesse jogo, o craque boliviano Marco Etcheverry recebeu o primeiro cartão vermelho da Copa, após agredir Lothar Matthäus. Estreante em copas, a Arábia Saudita mostrou ao mundo do futebol a que veio no terceiro jogo contra a Bélgica. Após receber a bola do campo de sua equipe, Saeed Al-Owairan decidiu partir para cima dos belgas e após driblar meio time, tocou na saída do experiente goleiro Michel Preud'homme, um dos melhores do mundo na época e que seria eleito o melhor daquela Copa, marcando o mais belo gol do Mundial. 
Foi uma Copa do Mundo de grandes surpresas. A Bulgária, que até ali em 6 participações anteriores jamais havia vencido um jogo de Copa do Mundo, superou grandes favoritos, sendo a 2.ª colocada em um grupo que tinha a Argentina, além de eliminar em um jogo emocionante a Alemanha, até então a Campeã mundial defensora, por 2–1 nas quartas de final. Chegou à semifinal e terminou em 4.º lugar.

## Eliminatórias

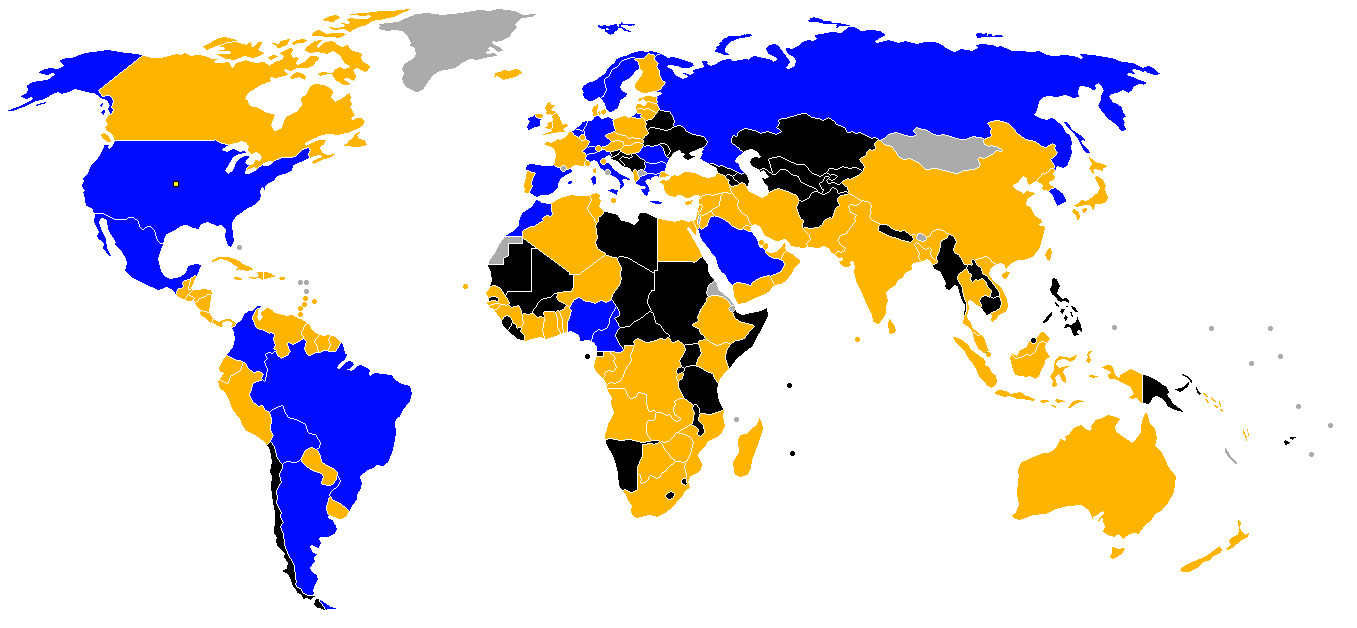
Países qualificados para a Copa do Mundo
Países eliminados nas eliminatórias
Países proibidos de disputar as eliminatórias
Países não são membros da FIFA

As eliminatórias para a Copa de 1994 começaram em 1992 e terminaram no fim de 1993. Duas equipes estavam suspensas pela FIFA de participar das eliminatórias: a antiga Iugoslávia, por causa da guerra civil contra a Bósnia; e o Chile, por causa do teatro armado pelo goleiro Roberto Rojas (que fingiu ter sido atingido por um foguete disparado por uma torcedora) no jogo contra a Seleção Brasileira no Maracanã, pelas Eliminatórias da Copa de 1990.
Pela primeira vez desde o pós-guerra, nenhum país integrante do Reino Unido se classificou para a Copa do Mundo:
- o País de Gales (que tinha em seu elenco o ainda jovem Ryan Giggs e o veterano Ian Rush) perdeu a vaga para a Bélgica e para a Romênia, terminando em quarto lugar no Grupo 4, atrás ainda da Representação de Tchecos e Eslovacos, que substituiu a Tchecoslováquia para cumprir suas datas de jogos após seu desmembramento;
- a Irlanda do Norte perdeu a vaga para Espanha e Irlanda, terminando também em quarto no Grupo 3, atrás da Dinamarca, então campeã europeia, também eliminada;
- a Escócia perdeu a vaga para Itália e Suíça, também em quarto lugar no Grupo 1, perdendo ainda para Portugal;
- e a poderosa Inglaterra, mesmo contando com jogadores da estirpe de Paul Gascoigne, David Platt, Tony Adams, Paul Ince, John Barnes, Teddy Sheringham, Stuart Pearce, entre outros, surpreendentemente, perdeu a vaga para os Países Baixos e Noruega no Grupo 2, contando inclusive com um fato inusitado: em seu último jogo, os ingleses saíram perdendo contra a minúscula equipe de San Marino com apenas oito segundos de jogo, naquele que por 23 anos foi o gol mais rápido da história das Eliminatórias da Copa do Mundo (a Inglaterra virou o jogo e venceu por 7 a 1).

Outra surpresa foi a eliminação da França de Eric Cantona e Jean-Pierre Papin, que foi eliminada pela Suécia e para a Bulgária, que conquistou a classificação na última partida do Grupo 6 após derrotar a própria França.[carece de fontes?]
Na zona sul-americana, a Colômbia surpreendeu a todos ao se classificar vencendo de goleada a Argentina por 5–0, em pleno Estádio Monumental de Nuñez, em Buenos Aires, e enviando os Hermanos para jogar a repescagem com a Austrália. Para a disputa, o treinador argentino Alfio Basile resolveu convocar Maradona com o objetivo de ganhar a vaga. Outra surpresa na América do Sul foi a eliminação do Uruguai, que terminou em terceiro lugar em seu grupo, perdendo a vaga para o Brasil e para a surpreendente Bolívia. Quatro equipes se classificaram pela primeira vez para uma Copa: Arábia Saudita, Grécia, Nigéria e Rússia, sendo que esta última já havia participado anteriormente integrando a antiga União Soviética.

## Seleções participantes
| Seleção        | Participação | Última participação |
| -------------- | ------------ | ------------------- |
| Alemanha       | 13ª          | 1990                |
| Arábia Saudita | 1ª           | Estreante           |
| Argentina      | 11ª          | 1990                |
| Bélgica        | 9ª           | 1990                |
| Brasil         | 15ª          | 1990                |
| Bolívia        | 3ª           | 1950                |
| Bulgária       | 6ª           | 1986                |
| Camarões       | 3ª           | 1990                |
| Colômbia       | 3ª           | 1990                |
| Coreia do Sul  | 4ª           | 1990                |
| Espanha        | 9ª           | 1990                |
| Estados Unidos | 4ª           | 1990                |
| Grécia         | 1ª           | Estreante           |
| Irlanda        | 2ª           | 1990                |
| Itália         | 13ª          | 1990                |
| Marrocos       | 3ª           | 1986                |
| México         | 10ª          | 1986                |
| Nigéria        | 1ª           | Estreante           |
| Noruega        | 2ª           | 1938                |
| Países Baixos  | 6ª           | 1990                |
| Romênia        | 6ª           | 1990                |
| Rússia         | 8ª           | 1990                |
| Suécia         | 9ª           | 1990                |
| Suíça          | 7ª           | 1966                |

### Sorteio
O sorteio foi realizado no Convention Center em Las Vegas, a 19 de dezembro de 1993. Estados Unidos (por ser anfitrião) e Alemanha (então campeã detentora), eram cabeças de chave por direito.[carece de fontes?]
| Pote 1                                                  | Pote 2                                                | Pote 3                                                   | Pote 4                                            |
| ------------------------------------------------------- | ----------------------------------------------------- | -------------------------------------------------------- | ------------------------------------------------- |
| Alemanha Argentina Bélgica Brasil Estados Unidos Itália | Bulgária Espanha Irlanda Países Baixos Romênia Rússia | Arábia Saudita Coreia do Sul Grécia Noruega Suécia Suíça | Bolívia Camarões Colômbia Marrocos México Nigéria |

## Sedes
| Pasadena (região de Los Angeles) | Stanford (região de San Francisco) | Pontiac (região de Detroit) | East Rutherford (região de Nova York)                                                                                                   |
| -------------------------------- | --- | --- | --- |
| Rose Bowl                        | Stanford Stadium | Pontiac Silverdome | Giants Stadium |
| Capacidade: 91.794               | Capacidade: 80.906 | Capacidade: 77.557 | Capacidade: 75.338 |
|                                  | | | |
| Dallas, Texas                    | Pasadena Pontiac Stanford East Rutherford Orlando Chicago Dallas Foxborough Washington, D.C.Copa do Mundo FIFA de 1994 (Estados Unidos) | Pasadena Pontiac Stanford East Rutherford Orlando Chicago Dallas Foxborough Washington, D.C.Copa do Mundo FIFA de 1994 (Estados Unidos) | Pasadena Pontiac Stanford East Rutherford Orlando Chicago Dallas Foxborough Washington, D.C.Copa do Mundo FIFA de 1994 (Estados Unidos) |
| Cotton Bowl                      | Pasadena Pontiac Stanford East Rutherford Orlando Chicago Dallas Foxborough Washington, D.C.Copa do Mundo FIFA de 1994 (Estados Unidos) | Pasadena Pontiac Stanford East Rutherford Orlando Chicago Dallas Foxborough Washington, D.C.Copa do Mundo FIFA de 1994 (Estados Unidos) | Pasadena Pontiac Stanford East Rutherford Orlando Chicago Dallas Foxborough Washington, D.C.Copa do Mundo FIFA de 1994 (Estados Unidos) |
| Capacity: 63.998                 | Pasadena Pontiac Stanford East Rutherford Orlando Chicago Dallas Foxborough Washington, D.C.Copa do Mundo FIFA de 1994 (Estados Unidos) | Pasadena Pontiac Stanford East Rutherford Orlando Chicago Dallas Foxborough Washington, D.C.Copa do Mundo FIFA de 1994 (Estados Unidos) | Pasadena Pontiac Stanford East Rutherford Orlando Chicago Dallas Foxborough Washington, D.C.Copa do Mundo FIFA de 1994 (Estados Unidos) |
|                                  | Pasadena Pontiac Stanford East Rutherford Orlando Chicago Dallas Foxborough Washington, D.C.Copa do Mundo FIFA de 1994 (Estados Unidos) | Pasadena Pontiac Stanford East Rutherford Orlando Chicago Dallas Foxborough Washington, D.C.Copa do Mundo FIFA de 1994 (Estados Unidos) | Pasadena Pontiac Stanford East Rutherford Orlando Chicago Dallas Foxborough Washington, D.C.Copa do Mundo FIFA de 1994 (Estados Unidos) |
| Chicago, Illinois                | Orlando | Foxborough (região de Boston) | Washington, D.C. |
| Soldier Field                    | Citrus Bowl | Foxboro Stadium | Robert F. Kennedy Memorial Stadium |
| Capacidade: 63.117               | Capacidade: 61.219 | Capacidade: 53.644 | Capacidade: 53.142 |
|                                  | | | |

## Fase de grupos
|  | Equipes classificadas para a fase final                    |
|  | 4 melhores terceiros colocados também avançam a fase final |
|  | Equipes eliminadas                                         |

### Grupo A
| Pos | Equipe             | Pts | J | V | E | D | GP | GC | SG | Classificado                            |
| --- | ------------------ | --- | - | - | - | - | -- | -- | -- | --------------------------------------- |
| 1   | Romênia            | 6   | 3 | 2 | 0 | 1 | 5  | 5  | 0  | Equipes classificadas para a fase final |
| 2   | Suíça              | 4   | 3 | 1 | 1 | 1 | 5  | 4  | +1 | Equipes classificadas para a fase final |
| 3   | Estados Unidos (H) | 4   | 3 | 1 | 1 | 1 | 3  | 3  | 0  | Equipes classificadas para a fase final |
| 4   | Colômbia           | 3   | 3 | 1 | 0 | 2 | 4  | 5  | −1 |                                         |

| 18 de junho   | Estados Unidos | 1 – 1     | Suíça     | Pontiac Silverdome, Detroit                     |
| 11:30 (UTC−4) | Wynalda 44'    | Relatório | Bregy 39' | Público: 63 425 Árbitro: ARG Francisco Lamolina |

| 18 de junho   | Colômbia     | 1 – 3     | Romênia                       | Rose Bowl, Pasadena                          |
| 19:30 (UTC−7) | Valencia 43' | Relatório | Răducioiu 15', 89' · Hagi 34' | Público: 91 586 Árbitro: SYR Jamal Al-Sharif |

| 22 de junho   | Romênia  | 1 – 4     | Suíça                                      | Pontiac Silverdome, Detroit              |
| 16:00 (UTC−4) | Hagi 35' | Relatório | Sutter 16' · Chapuisat 52' · Knup 65', 72' | Público: 61 428 Árbitro: TUN Neji Jouini |

| 22 de junho   | Estados Unidos                   | 2 – 1     | Colômbia     | Rose Bowl, Pasadena                       |
| 19:30 (UTC−7) | Escobar 35' (g.c.) · Stewart 52' | Relatório | Valencia 90' | Público: 93 689 Árbitro: ITA Fabio Baldas |

| 26 de junho   | Estados Unidos | 0 – 1     | Romênia      | Rose Bowl, Pasadena                             |
| 16:00 (UTC−7) |                | Relatório | Petrescu 18' | Público: 93 869 Árbitro: NED Mario van der Ende |

| 26 de junho   | Suíça | 0 – 2     | Colômbia                 | Stanford Stadium, Palo Alto                  |
| 16:00 (UTC-7) |       | Relatório | Gaviria 44' · Lozano 90' | Público: 83 401 Árbitro: DIN Peter Mikkelsen |

### Grupo B
| Pos. | Seleção  | Pts | J | V | E | D | GP | GC | SG |
| ---- | -------- | --- | - | - | - | - | -- | -- | -- |
| 1    | Brasil   | 7   | 3 | 2 | 1 | 0 | 6  | 1  | +5 |
| 2    | Suécia   | 5   | 3 | 1 | 2 | 0 | 6  | 4  | +2 |
| 3    | Rússia   | 3   | 3 | 1 | 0 | 2 | 7  | 6  | +1 |
| 4    | Camarões | 1   | 3 | 0 | 1 | 2 | 3  | 11 | –8 |

| 19 de junho   | Camarões                  | 2 – 2     | Suécia                | Rose Bowl, Pasadena                          |
| 19:30 (UTC-7) | Embé 31' · Omam-Biyik 47' | Relatório | Ljung 8' · Dahlin 75' | Público: 93 194 Árbitro: PER Alberto Noriega |

| 20 de junho   | Brasil                      | 2 – 0     | Rússia | Stanford Stadium, Palo Alto                |
| 16:00 (UTC-7) | Romário 26' · Raí 52' (pen) | Relatório |        | Público: 81 061 Árbitro: MRI Lim Kee Chong |

| 24 de junho   | Brasil                                       | 3 – 0     | Camarões | Stanford Stadium, Palo Alto                       |
| 16:00 (UTC-7) | Romário 39' · Márcio Santos 66' · Bebeto 73' | Relatório |          | Público: 83 401 Árbitro: MEX Arturo Brizio Carter |

| 24 de junho   | Suécia                             | 3 – 1     | Rússia           | Pontiac Silverdome, Michigan              |
| 19:30 (UTC-4) | Brolin 37' (pen) · Dahlin 59', 81' | Relatório | Salenko 4' (pen) | Público: 71 528 Árbitro: FRA Joël Quiniou |

| 28 de junho   | Rússia                                                        | 6 – 1     | Camarões  | Stanford Stadium, Palo Alto                  |
| 16:00 (UTC-7) | Salenko 15', 41', 44' (pen), 72', 75' · Dmitriy Radchenko 81' | Relatório | Milla 46' | Público: 74 914 Árbitro: SYR Jamal Al-Sharif |

| 28 de junho   | Brasil      | 1 – 1     | Suécia           | Pontiac Silverdome, Michigan             |
| 16:00 (UTC-4) | Romário 46' | Relatório | K. Andersson 23' | Público: 77 217 Árbitro: HUN Sándor Puhl |

### Grupo C
| Pos. | Seleção       | Pts | J | V | E | D | GP | GC | SG |
| ---- | ------------- | --- | - | - | - | - | -- | -- | -- |
| 1    | Alemanha      | 7   | 3 | 2 | 1 | 0 | 5  | 3  | +2 |
| 2    | Espanha       | 5   | 3 | 1 | 2 | 0 | 6  | 4  | +2 |
| 3    | Coreia do Sul | 2   | 3 | 0 | 2 | 1 | 4  | 5  | –1 |
| 4    | Bolívia       | 1   | 3 | 0 | 1 | 2 | 1  | 4  | –3 |

| 17 de junho   | Alemanha      | 1 – 0     | Bolívia | Soldier Field, Chicago                            |
| 14:00 (UTC−6) | Klinsmann 61' | Relatório |         | Público: 63 117 Árbitro: MEX Arturo Brizio Carter |

| 17 de junho   | Espanha                      | 2 – 2     | Coreia do Sul                        | Cotton Bowl, Dallas                          |
| 19:30 (UTC−6) | Salinas 51' · Goikoetxea 55' | Relatório | Hong Myung-Bo 85' · Seo Jung-Won 90' | Público: 56 247 Árbitro: DIN Peter Mikkelsen |

| 21 de junho   | Alemanha      | 1 – 1     | Espanha        | Soldier Field, Chicago                       |
| 16:00 (UTC−6) | Klinsmann 48' | Relatório | Goikoetxea 14' | Público: 63 113 Árbitro: URU Ernesto Filippi |

| 23 de junho   | Coreia do Sul | 0 – 0     | Bolívia | Foxboro Stadium, Foxborough                 |
| 16:00 (UTC−5) |               | Relatório |         | Público: 54 453 Árbitro: SCO Leslie Mottram |

| 27 de junho   | Bolívia        | 1 – 3     | Espanha                                 | Soldier Field, Chicago                       |
| 16:00 (UTC−6) | E. Sánchez 67' | Relatório | Guardiola 19' (pen) · Caminero 66', 70' | Público: 63 089 Árbitro: CRC Rodrigo Badilla |

| 27 de junho   | Alemanha                        | 3 – 2     | Coreia do Sul                          | Cotton Bowl, Dallas                       |
| 16:00 (UTC−6) | Klinsmann 12', 37' · Riedle 20' | Relatório | Hwang Sun-Hong 52' · Hong Myung-Bo 63' | Público: 63 998 Árbitro: FRA Joël Quiniou |

### Grupo D
| Pos. | Seleção   | Pts | J | V | E | D | GP | GC | SG  |
| ---- | --------- | --- | - | - | - | - | -- | -- | --- |
| 1    | Nigéria   | 6   | 3 | 2 | 0 | 1 | 6  | 2  | +4  |
| 2    | Bulgária  | 6   | 3 | 2 | 0 | 1 | 6  | 3  | +3  |
| 3    | Argentina | 6   | 3 | 2 | 0 | 1 | 6  | 3  | +3  |
| 4    | Grécia    | 0   | 3 | 0 | 0 | 3 | 0  | 10 | –10 |

- Argentina, Bulgária e Nigéria estiveram empatadas (ambas com 6 pontos). A Nigéria ficou na liderança, pois sofreu um gol a menos do que as outras duas seleções; já a Bulgária ficou na 2ª colocação, pois vencera a Argentina no confronto direto por 2–0.

| 21 de junho   | Argentina                                   | 4 – 0     | Grécia | Foxboro Stadium, Foxborough                 |
| 12:30 (UTC−5) | Batistuta 2', 44', 90' (pen) · Maradona 60' | Relatório |        | Público: 54 456 Árbitro: USA Arturo Angeles |

| 21 de junho   | Nigéria                                 | 3 – 0     | Bulgária | Cotton Bowl, Dallas                          |
| 19:30 (UTC−6) | Yekini 21' · Amokachi 43' · Amunike 55' | Relatório |          | Público: 44 132 Árbitro: CRC Rodrigo Badilla |

| 25 de junho   | Argentina         | 2 – 1     | Nigéria   | Foxboro Stadium, Foxborough              |
| 16:00 (UTC−5) | Caniggia 21', 28' | Relatório | Siasia 8' | Público: 54 453 Árbitro: SWE Bo Karlsson |

| 26 de junho   | Bulgária                                                    | 4 – 0     | Grécia | Soldier Field, Chicago                   |
| 12:30 (UTC−6) | Stoichkov 5' (pen), 55' (pen) · Lechkov 65' · Borimirov 90' | Relatório |        | Público: 63 160 Árbitro: UAE Ali Bujsaim |

| 30 de junho   | Grécia | 0 – 2     | Nigéria                   | Foxboro Stadium, Foxborough                 |
| 19:30 (UTC−5) |        | Relatório | George 45' · Amokachi 90' | Público: 53 001 Árbitro: SCO Leslie Mottram |

| 30 de junho   | Argentina | 0 – 2     | Bulgária                    | Cotton Bowl, Dallas                      |
| 19:30 (UTC−6) |           | Relatório | Stoichkov 61' · Sirakov 90' | Público: 63 998 Árbitro: TUN Neji Jouini |

### Grupo E
| Pos. | Seleção | Pts | J | V | E | D | GP | GC | SG |
| ---- | ------- | --- | - | - | - | - | -- | -- | -- |
| 1    | México  | 4   | 3 | 1 | 1 | 1 | 3  | 3  | 0  |
| 2    | Irlanda | 4   | 3 | 1 | 1 | 1 | 2  | 2  | 0  |
| 3    | Itália  | 4   | 3 | 1 | 1 | 1 | 2  | 2  | 0  |
| 4    | Noruega | 4   | 3 | 1 | 1 | 1 | 1  | 1  | 0  |

- Todas as equipes desse grupo estiveram empatadas com quatro pontos e com saldo de gols nulo: O México ficou na liderança com três gols marcados; Irlanda e Itália empataram até no número de gols marcados (dois), porém a primeira ficou na segunda colocação por conta da vitória obtida no confronto direto entre ambas; e por fim, a Noruega foi eliminada com apenas um gol marcado.

| 18 de junho   | Itália | 0 – 1     | Irlanda      | Giants Stadium, East Rutherford                 |
| 16:00 (UTC−5) |        | Relatório | Houghton 11' | Público: 75 338 Árbitro: NED Mario van der Ende |

| 19 de junho   | Noruega    | 1 – 0     | México | RFK Stadium, Washington                  |
| 16:00 (UTC−5) | Rekdal 84' | Relatório |        | Público: 52 395 Árbitro: HUN Sándor Puhl |

| 23 de junho   | Itália        | 1 – 0     | Noruega | Giants Stadium, East Rutherford           |
| 16:00 (UTC−5) | D. Baggio 69' | Relatório |         | Público: 74 624 Árbitro: GER Hellmut Krug |

| 24 de junho   | México          | 2 – 1     | Irlanda      | Citrus Bowl, Orlando                            |
| 12:30 (UTC−5) | García 42', 65' | Relatório | Aldridge 84' | Público: 60 790 Árbitro: SUI Kurt Röthlisberger |

| 28 de junho   | Irlanda | 0 – 0     | Noruega | Giants Stadium, East Rutherford                 |
| 12:30 (UTC−5) |         | Relatório |         | Público: 72 404 Árbitro: COL José Torres Cadena |

| 28 de junho   | Itália      | 1 – 1     | México     | RFK Stadium, Washington, D.C.                   |
| 12:30 (UTC−5) | Massaro 48' | Relatório | Bernal 57' | Público: 52 535 Árbitro: ARG Francisco Lamolina |

### Grupo F
| Pos. | Seleção        | Pts | J | V | E | D | GP | GC | SG |
| ---- | -------------- | --- | - | - | - | - | -- | -- | -- |
| 1    | Países Baixos  | 6   | 3 | 2 | 0 | 1 | 4  | 3  | +1 |
| 2    | Arábia Saudita | 6   | 3 | 2 | 0 | 1 | 4  | 3  | +1 |
| 3    | Bélgica        | 6   | 3 | 2 | 0 | 1 | 2  | 1  | +1 |
| 4    | Marrocos       | 0   | 3 | 0 | 0 | 3 | 2  | 5  | –3 |

- Arábia Saudita e Países Baixos estiveram empatadas em todos os critérios (pontos, gols e saldo), mas os europeus ficaram na liderança por causa do confronto direto (vitória por 2–1).

| 19 de junho   | Bélgica     | 1 – 0     | Marrocos | Citrus Bowl, Orlando                            |
| 12:30 (UTC−5) | Degryse 11' | Relatório |          | Público: 61 219 Árbitro: COL José Torres Cadena |

| 20 de junho   | Países Baixos          | 2 – 1     | Arábia Saudita | RFK Stadium, Washington                       |
| 19:30 (UTC−5) | Jonk 50' · Taument 86' | Relatório | Amin 18'       | Público: 50 535 Árbitro: ESP Manuel Díaz Vega |

| 25 de junho   | Bélgica    | 1 – 0     | Países Baixos | Citrus Bowl, Orlando                          |
| 12:30 (UTC−5) | Albert 65' | Relatório |               | Público: 62 387 Árbitro: BRA Renato Marsiglia |

| 25 de junho   | Arábia Saudita               | 2 – 1     | Marrocos    | Giants Stadium, East Rutherford          |
| 12:30 (UTC−5) | Al-Jaber 7' (pen) · Amin 45' | Relatório | Chaouch 26' | Público: 76 322 Árbitro: ENG Phillip Don |

| 29 de junho   | Marrocos  | 1 – 2     | Países Baixos          | Citrus Bowl, Orlando                                |
| 12:30 (UTC−5) | Nader 47' | Relatório | Bergkamp 43' · Roy 77' | Público: 60 578 Árbitro: PER Alberto Tejada Noriega |

| 29 de junho   | Bélgica | 0 – 1     | Arábia Saudita | RFK Stadium, Washington                   |
| 12:30 (UTC−5) |         | Relatório | Al-Owairan 5'  | Público: 52 959 Árbitro: GER Hellmut Krug |

### Índice técnico dos terceiros colocados
| Pos. | Seleção        | Pts | J | V | E | D | GP | GC | SG | Grupo |
| ---- | -------------- | --- | - | - | - | - | -- | -- | -- | ----- |
| 1    | Argentina      | 6   | 3 | 2 | 0 | 1 | 6  | 3  | +3 | D     |
| 2    | Bélgica        | 6   | 3 | 2 | 0 | 1 | 2  | 1  | +1 | F     |
| 3    | Estados Unidos | 4   | 3 | 1 | 1 | 1 | 3  | 3  | 0  | A     |
| 4    | Itália         | 4   | 3 | 1 | 1 | 1 | 2  | 2  | 0  | E     |
| 5    | Rússia         | 3   | 3 | 1 | 0 | 2 | 7  | 6  | +1 | B     |
| 6    | Coreia do Sul  | 2   | 3 | 0 | 2 | 1 | 4  | 5  | –1 | C     |

## Fase final

### Esquema
|  | Oitavas de final             | Oitavas de final              |                               |       | Quartas de final | Quartas de final |                        |                        | Semifinais | Semifinais |  |  | Final | Final |
|  |                              |                               |                               |       |                  |                  |                        |                        |            |            |  |  |       |       |
|  | 3 de julho – Pasadena        |                               |                               |       |                  |                  |                        |                        |            |            |  |  |       |       |
|  |                              |                               |                               |       |                  |                  |                        |                        |            |            |  |  |       |       |
|  | Romênia                      | 3                             |                               |       |                  |                  |                        |                        |            |            |  |  |       |       |
|  | Romênia                      | 3                             | 10 de julho – Stanford        |       |                  |                  |                        |                        |            |            |  |  |       |       |
|  | Argentina                    | 2                             |                               |       |                  |                  |                        |                        |            |            |  |  |       |       |
|  | Argentina                    | 2                             | Romênia                       | 2 (4) |                  |                  |                        |                        |            |            |  |  |       |       |
|  | 3 de julho – Dallas          |                               | Romênia                       | 2 (4) |                  |                  |                        |                        |            |            |  |  |       |       |
|  |                              | Suécia (pen)                  | 2 (5)                         |       |                  |                  |                        |                        |            |            |  |  |       |       |
|  | Arábia Saudita               | Suécia (pen)                  | 2 (5)                         | 1     |                  |                  |                        |                        |            |            |  |  |       |       |
|  | Arábia Saudita               |                               | 13 de julho – Pasadena        | 1     |                  |                  |                        |                        |            |            |  |  |       |       |
|  | Suécia                       | 3                             |                               |       |                  |                  |                        |                        |            |            |  |  |       |       |
|  | Suécia                       | 3                             | Suécia                        | 0     |                  |                  |                        |                        |            |            |  |  |       |       |
|  | 4 de julho – Orlando         |                               | Suécia                        | 0     |                  |                  |                        |                        |            |            |  |  |       |       |
|  |                              | Brasil                        | 1                             |       |                  |                  |                        |                        |            |            |  |  |       |       |
|  | Países Baixos                | Brasil                        | 1                             | 2     |                  |                  |                        |                        |            |            |  |  |       |       |
|  | Países Baixos                | 9 de julho – Dallas           |                               | 2     |                  |                  |                        |                        |            |            |  |  |       |       |
|  | Irlanda                      | 0                             |                               |       |                  |                  |                        |                        |            |            |  |  |       |       |
|  | Irlanda                      | 0                             | Países Baixos                 | 2     |                  |                  |                        |                        |            |            |  |  |       |       |
|  | 4 de julho – Stanford        |                               | Países Baixos                 | 2     |                  |                  |                        |                        |            |            |  |  |       |       |
|  |                              | Brasil                        | 3                             |       |                  |                  |                        |                        |            |            |  |  |       |       |
|  | Brasil                       | Brasil                        | 3                             | 1     |                  |                  |                        |                        |            |            |  |  |       |       |
|  | Brasil                       |                               | 17 de julho – Pasadena        | 1     |                  |                  |                        |                        |            |            |  |  |       |       |
|  | Estados Unidos               | 0                             |                               |       |                  |                  |                        |                        |            |            |  |  |       |       |
|  | Estados Unidos               | 0                             | Brasil (pen)                  | 0 (3) |                  |                  |                        |                        |            |            |  |  |       |       |
|  | 5 de julho – East Rutherford |                               | Brasil (pen)                  | 0 (3) |                  |                  |                        |                        |            |            |  |  |       |       |
|  |                              | Itália                        | 0 (2)                         |       |                  |                  |                        |                        |            |            |  |  |       |       |
|  | México                       | Itália                        | 0 (2)                         | 1 (1) |                  |                  |                        |                        |            |            |  |  |       |       |
|  | México                       | 10 de julho – East Rutherford |                               | 1 (1) |                  |                  |                        |                        |            |            |  |  |       |       |
|  | Bulgária (pen)               | 1 (3)                         |                               |       |                  |                  |                        |                        |            |            |  |  |       |       |
|  | Bulgária (pen)               | 1 (3)                         | Bulgária                      | 2     |                  |                  |                        |                        |            |            |  |  |       |       |
|  | 2 de julho – Chicago         |                               | Bulgária                      | 2     |                  |                  |                        |                        |            |            |  |  |       |       |
|  |                              | Alemanha                      | 1                             |       |                  |                  |                        |                        |            |            |  |  |       |       |
|  | Alemanha                     | Alemanha                      | 1                             | 3     |                  |                  |                        |                        |            |            |  |  |       |       |
|  | Alemanha                     |                               | 13 de julho – East Rutherford | 3     |                  |                  |                        |                        |            |            |  |  |       |       |
|  | Bélgica                      | 2                             |                               |       |                  |                  |                        |                        |            |            |  |  |       |       |
|  | Bélgica                      | 2                             | Bulgária                      | 1     |                  |                  |                        |                        |            |            |  |  |       |       |
|  | 5 de julho – Foxborough      |                               | Bulgária                      | 1     |                  |                  |                        |                        |            |            |  |  |       |       |
|  |                              | Itália                        | 2                             |       | Terceiro lugar   | Terceiro lugar   |                        |                        |            |            |  |  |       |       |
|  | Nigéria                      | Itália                        | 2                             | 1     | Terceiro lugar   | Terceiro lugar   |                        |                        |            |            |  |  |       |       |
|  | Nigéria                      | 9 de julho – Foxborough       | 9 de julho – Foxborough       | 1     |                  |                  | 16 de julho – Pasadena | 16 de julho – Pasadena |            |            |  |  |       |       |
|  | Itália (pro)                 | 9 de julho – Foxborough       | 9 de julho – Foxborough       | 2     |                  |                  | 16 de julho – Pasadena | 16 de julho – Pasadena |            |            |  |  |       |       |
|  | Itália (pro)                 | Itália                        | 2                             | 2     | Suécia           | 4                |                        |                        |            |            |  |  |       |       |
|  | 2 de julho – Washington      | Itália                        | 2                             |       | Suécia           | 4                |                        |                        |            |            |  |  |       |       |
|  |                              | Espanha                       | 1                             |       | Bulgária         | 0                |                        |                        |            |            |  |  |       |       |
|  | Espanha                      | Espanha                       | 1                             | 3     | Bulgária         | 0                |                        |                        |            |            |  |  |       |       |
|  | Espanha                      |                               |                               | 3     |                  |                  |                        |                        |            |            |  |  |       |       |
|  | Suíça                        | 0                             |                               |       |                  |                  |                        |                        |            |            |  |  |       |       |
|  | Suíça                        | 0                             |                               |       |                  |                  |                        |                        |            |            |  |  |       |       |

### Oitavas de final
| 2 de julho    | Alemanha                       | 3 – 2     | Bélgica              | Soldier Field, Chicago                          |
| 12:00 (UTC−6) | Völler 6', 40' · Klinsmann 11' | Relatório | Grün 8' · Albert 90' | Público: 60 246 Árbitro: SUI Kurt Röthlisberger |

| 2 de julho    | Espanha                                                     | 3 – 0     | Suíça | RFK Stadium, Washington                         |
| 16:30 (UTC−5) | Hierro 15' · Luis Enrique 74' · Txiki Begiristain 86' (pen) | Relatório |       | Público: 53 121 Árbitro: NED Mario van der Ende |

| 3 de julho    | Arábia Saudita   | 1 – 3     | Suécia                            | Cotton Bowl, Dallas                           |
| 12:00 (UTC−6) | Al-Ghesheyan 85' | Relatório | Dahlin 6' · K. Andersson 51', 88' | Público: 60 277 Árbitro: BRA Renato Marsiglia |

| 3 de julho    | Romênia                        | 3 – 2     | Argentina                       | Rose Bowl, Pasadena                             |
| 13:30 (UTC−7) | Dumitrescu 11', 18' · Hagi 58' | Relatório | Batistuta 16' (pen) · Balbo 75' | Público: 90 469 Árbitro: ITA Pierluigi Pairetto |

| 4 de julho    | Países Baixos           | 2 – 0     | Irlanda | Citrus Bowl, Orlando                         |
| 12:00 (UTC−5) | Bergkamp 11' · Jonk 41' | Relatório |         | Público: 61 355 Árbitro: DEN Peter Mikkelsen |

| 4 de julho    | Brasil     | 1 – 0     | Estados Unidos | Stanford Stadium, Palo Alto               |
| 12:30 (UTC−7) | Bebeto 72' | Relatório |                | Público: 84 147 Árbitro: FRA Joël Quiniou |

| 5 de julho    | Nigéria     | 1 – 2 (pro) | Itália                    | Foxboro Stadium, Foxborough                       |
| 13:00 (UTC−5) | Amunike 25' | Relatório   | R. Baggio 88', 102' (pen) | Público: 54 367 Árbitro: MEX Arturo Brizio Carter |

| 5 de julho    | México                | 1 – 1 (pro) | Bulgária     | Giants Stadium, East Rutherford              |
| 16:30 (UTC−5) | García Aspe 18' (pen) | Relatório   | Stoichkov 6' | Público: 71 030 Árbitro: SYR Jamal Al-Sharif |

|                                     |       | Penalidades                       |  |
| García Aspe Bernal Rodríguez Suárez | 1 – 3 | Balakov Genchev Borimirov Lechkov |  |

### Quartas de final
| 9 de julho    | Itália                        | 2 – 1     | Espanha      | Foxboro Stadium, Foxborough              |
| 12:00 (UTC−5) | D. Baggio 25' · R. Baggio 88' | Relatório | Caminero 58' | Público: 53 400 Árbitro: HUN Sándor Puhl |

| 9 de julho    | Países Baixos             | 2 – 3     | Brasil                                | Cotton Bowl, Dallas                          |
| 14:30 (UTC−6) | Bergkamp 64' · Winter 76' | Relatório | Romário 53' · Bebeto 63' · Branco 81' | Público: 63 500 Árbitro: CRC Rodrigo Badilla |

| 10 de julho   | Bulgária                    | 2 – 1     | Alemanha           | Giants Stadium, East Rutherford                 |
| 12:00 (UTC−5) | Stoichkov 75' · Lechkov 78' | Relatório | Matthäus 47' (pen) | Público: 72 000 Árbitro: COL José Torres Cadena |

| 10 de julho   | Romênia             | 2 – 2 (pro) | Suécia                         | Stanford Stadium, Palo Alto             |
| 12:30 (UTC−7) | Răducioiu 88', 101' | Relatório   | Brolin 78' · K. Andersson 115' | Público: 83 500 Árbitro: ENG Philip Don |

|                                                       |       | Penalidades                                          |  |
| Răducioiu Hagi Lupescu Petrescu Dumitrescu Belodedici | 4 – 5 | Mild K. Andersson Brolin Ingesson R. Nilsson Larsson |  |

### Semifinais
| 13 de julho   | Bulgária            | 1 – 2     | Itália             | Giants Stadium, East Rutherford           |
| 16:00 (UTC−5) | Stoichkov 44' (pen) | Relatório | R. Baggio 21', 25' | Público: 74 110 Árbitro: FRA Joël Quiniou |

| 13 de julho   | Suécia | 0 – 1     | Brasil      | Rose Bowl, Pasadena                             |
| 16:30 (UTC−7) |        | Relatório | Romário 80' | Público: 91 856 Árbitro: COL José Torres Cadena |

### Decisão do terceiro lugar
| 16 de julho   | Suécia                                                | 4 – 0     | Bulgária | Rose Bowl, Pasadena                      |
| 12:30 (UTC−7) | Brolin 8' · Mild 30' · Larsson 37' · K. Andersson 40' | Relatório |          | Público: 91 500 Árbitro: UAE Ali Bujsaim |

### Final
| 17 de julho   | Brasil | 0 – 0 (pro) | Itália | Rose Bowl, Pasadena                      |
| 12:30 (UTC−7) |        | Relatório   |        | Público: 94 194 Árbitro: HUN Sándor Puhl |

|                                    |       | Penalidades                              |  |
| Márcio Santos Romário Branco Dunga | 3 – 2 | Baresi Albertini Evani Massaro R. Baggio |  |

| Brasil | Itália |

A final entre Brasil e Itália, disputada no dia 17 de julho, entrou para a história por dois motivos: primeiro, pelo fato de juntar frente a frente duas das três únicas seleções que haviam conquistado três edições de Copa do Mundo, portanto, uma delas acabaria se sagrando tetracampeã, ultrapassando a rival; segundo, porque foi a primeira vez em que a final de uma Copa do Mundo seria decidida na cobrança de tiros livres da marca de pênalti. O jogo terminou em 0 a 0 no tempo normal e na prorrogação. A vitória do Brasil veio após três erros italianos: uma defesa do goleiro Taffarel, em chute de Daniele Massaro, e mais dois chutes para fora dos craques italianos Franco Baresi e Roberto Baggio. Márcio Santos havia errado também sua cobrança, não sendo necessário ao Brasil efetuar todas as cobranças a que tinha direito.[carece de fontes?]
O Brasil recuperava a coroa depois de 24 longos anos (cinco edições seguidas sem vencer) e conquistava assim o inédito quarto título da Copa do Mundo - chamado de Tetracampeonato -, fato só igualado no Mundial de 2006 pela própria Itália, e no Mundial de 2014 pela Alemanha, quando o Brasil já ostentava o título de pentacampeão - conquista obtida em 2002, na Copa do Mundo organizada em conjunto por Japão e Coréia do Sul, a primeira realizada em território asiático. O maior destaque da Copa dos EUA foi o "baixinho" Romário, que com seus cinco gols, e com uma assistência inesquecível - aquela em que deixou Bebeto na cara do goleiro americano Tony Meola -, acabou confirmando a sua espetacular fase vivida então no Barcelona, fazendo por merecer a escolha da FIFA, que o elegeu o melhor jogador da Copa de 1994.[carece de fontes?]
Ainda no campo de jogo, aproveitando os festejos pela conquista histórica, a equipe decidiu homenagear o piloto brasileiro de Fórmula 1, Ayrton Senna, que morreu cerca de dois meses antes em um terrível acidente ocorrido no GP de Ímola, em San Marino. A homenagem veio estampada no cartaz que dizia: "Senna, Aceleramos Juntos. O Tetra é Nosso". Na finalíssima, o Brasil entrou em campo com a seguinte formação: Taffarel; Jorginho, Aldair, Márcio Santos e Branco; Dunga (C), Mauro Silva, Mazinho e Zinho; Bebeto e Romário. Logo na primeira etapa, Cafu substituiu Jorginho; e antes do início da segunda etapa da prorrogação, Viola ocupou a vaga de Zinho. Ao longo da competição, ficou popularizada uma frase dita por Galvão Bueno, principal locutor da Rede Globo de Televisão, direcionada ao goleiro brasileiro: "Sai que é sua, Taffarel!".

## Classificação final

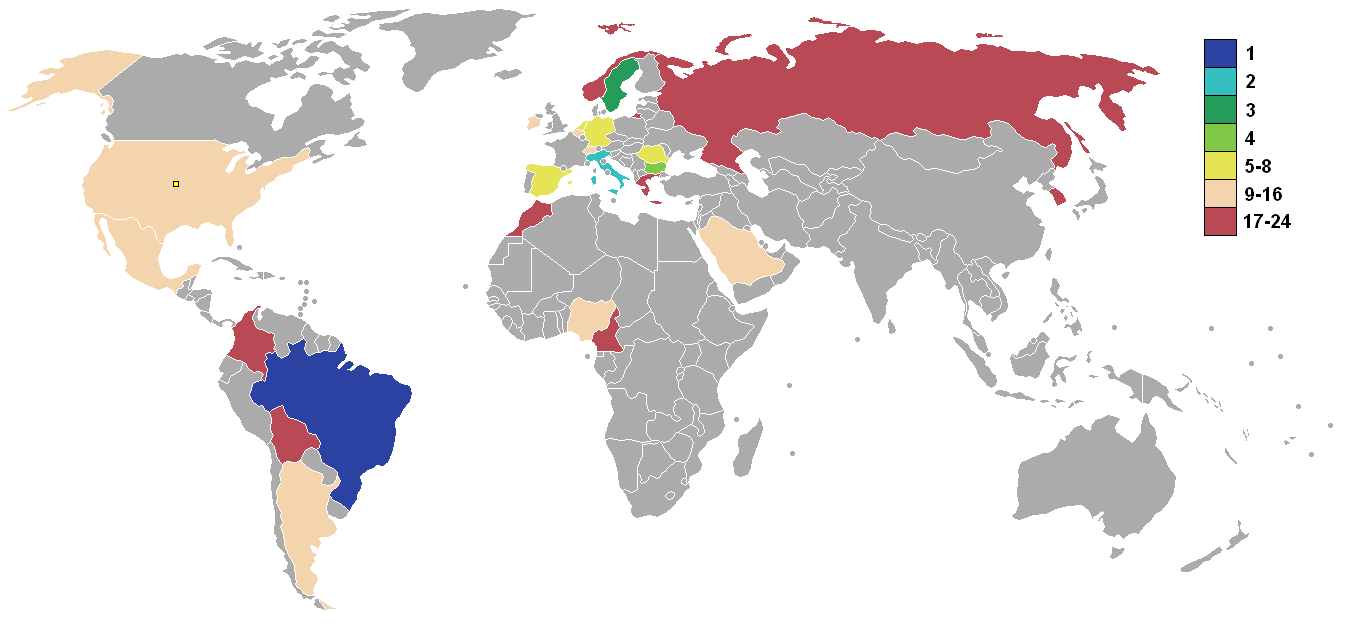

A classificação final é determinada através da fase em que a seleção alcançou e a sua pontuação, levando em conta os critérios de desempate.
| Pos.                            | Seleção        | Gr. | Pts | J | V | E | D | GP | GC | SG  |
| ------------------------------- | -------------- | --- | --- | - | - | - | - | -- | -- | --- |
| Final                           |                |     |     |   |   |   |   |    |    |     |
| 1                               | Brasil         | B   | 17  | 7 | 5 | 2 | 0 | 11 | 3  | +8  |
| 2                               | Itália         | E   | 14  | 7 | 4 | 2 | 1 | 8  | 5  | +3  |
| Decisão do 3º e 4º lugares      |                |     |     |   |   |   |   |    |    |     |
| 3                               | Suécia         | B   | 12  | 7 | 3 | 3 | 1 | 15 | 8  | +7  |
| 4                               | Bulgária       | D   | 10  | 7 | 3 | 1 | 3 | 10 | 11 | –1  |
| Eliminados nas quartas de final |                |     |     |   |   |   |   |    |    |     |
| 5                               | Alemanha       | C   | 10  | 5 | 3 | 1 | 1 | 9  | 7  | +2  |
| 6                               | Romênia        | A   | 10  | 5 | 3 | 1 | 1 | 10 | 9  | +1  |
| 7                               | Países Baixos  | F   | 9   | 5 | 3 | 0 | 2 | 8  | 6  | +2  |
| 8                               | Espanha        | C   | 8   | 5 | 2 | 2 | 1 | 10 | 6  | +4  |
| Eliminados nas oitavas de final |                |     |     |   |   |   |   |    |    |     |
| 9                               | Nigéria        | D   | 6   | 4 | 2 | 0 | 2 | 7  | 4  | +3  |
| 10                              | Argentina      | D   | 6   | 4 | 2 | 0 | 2 | 8  | 6  | +2  |
| 11                              | Bélgica        | F   | 6   | 4 | 2 | 0 | 2 | 4  | 4  | 0   |
| 12                              | Arábia Saudita | F   | 6   | 4 | 2 | 0 | 2 | 5  | 6  | –1  |
| 13                              | México         | E   | 5   | 4 | 1 | 2 | 1 | 4  | 4  | 0   |
| 14                              | Estados Unidos | A   | 4   | 4 | 1 | 1 | 2 | 3  | 4  | –1  |
| 15                              | Suíça          | A   | 4   | 4 | 1 | 1 | 2 | 5  | 7  | –2  |
| 16                              | Irlanda        | E   | 4   | 4 | 1 | 1 | 2 | 2  | 4  | –2  |
| Eliminados na primeira fase     |                |     |     |   |   |   |   |    |    |     |
| 17                              | Noruega        | E   | 4   | 3 | 1 | 1 | 1 | 1  | 1  | 0   |
| 18                              | Rússia         | B   | 3   | 3 | 1 | 0 | 2 | 7  | 6  | +1  |
| 19                              | Colômbia       | A   | 3   | 3 | 1 | 0 | 2 | 4  | 5  | –1  |
| 20                              | Coreia do Sul  | C   | 2   | 3 | 0 | 2 | 1 | 4  | 5  | –1  |
| 21                              | Bolívia        | C   | 1   | 3 | 0 | 1 | 2 | 1  | 4  | –3  |
| 22                              | Camarões       | B   | 1   | 3 | 0 | 1 | 2 | 3  | 11 | –8  |
| 23                              | Marrocos       | F   | 0   | 3 | 0 | 0 | 3 | 2  | 5  | –3  |
| 24                              | Grécia         | D   | 0   | 3 | 0 | 0 | 3 | 0  | 10 | –10 |

## Premiações
| Copa do Mundo FIFA de 1994 |
| Brasil                     |
| -------------------------- |
| BRASIL Campeão (4º título) |

### Individuais
| Prêmio FIFA Chuteira de Ouro (artilheiro): | Prêmio FIFA Bola de Ouro (melhor jogador): | Prêmio FIFA Yashin (melhor goleiro): | Troféu FIFA Fair Play (time menos faltoso): | Time mais espetacular: |
| ------------------------------------------ | ------------------------------------------ | ------------------------------------ | ------------------------------------------- | ---------------------- |
| Hristo Stoichkov                           | Romário                                    | Michel Preud'homme                   | Brasil                                      | Brasil                 |

### Seleção da Copa
| Goleiros           | Defesas                              | Médios                                            | Atacantes                               |
| ------------------ | ------------------------------------ | ------------------------------------------------- | --------------------------------------- |
| Michel Preud'homme | Jorginho Márcio Santos Paolo Maldini | Dunga Krasimir Balakov Gheorghe Hagi Tomas Brolin | Romário Hristo Stoichkov Roberto Baggio |

## Artilharia
6 gols (2)
| - BUL Hristo Stoichkov | - RUS Oleg Salenko |  |

5 gols (4)
| - GER Jürgen Klinsmann - BRA Romário | - ITA Roberto Baggio - SWE Kennet Andersson |  |

4 gols (3)
| - ARG Gabriel Batistuta | - ROM Florin Răducioiu | - SWE Martin Dahlin |

3 gols (5)
| - BRA Bebeto - ESP José Luis Caminero | - NED Dennis Bergkamp - ROM Gheorghe Hagi | - SWE Tomas Brolin |

2 gols (15)
| - ARG Claudio Caniggia - BEL Philippe Albert - BUL Yordan Lechkov - COL Adolfo Valencia - ESP Ion Andoni Goikoetxea | - GER Rudi Völler - ITA Dino Baggio - KOR Hong Myung-Bo - KSA Fuad Amin - MEX Luis García | - NED Wim Jonk - NGA Daniel Amokachi - NGA Emmanuel Amuneke - ROM Ilie Dumitrescu - SUI Adrian Knup |

1 gol (51)
| - ARG Abel Balbo - ARG Diego Maradona - BEL Marc Degryse - BEL Georges Grün - BOL Erwin Sánchez - BRA Branco - BRA Márcio Santos - BRA Raí - BUL Daniel Borimirov - BUL Nasko Sirakov - CMR David Embé - CMR François Omam-Biyik - CMR Roger Milla - COL Hernán Gaviria - COL John Harold Lozano - ESP Txiki Beguiristáin - ESP Josep Guardiola | - ESP Fernando Hierro - ESP Luis Enrique - ESP Julio Salinas - GER Karl-Heinz Riedle - GER Lothar Matthäus - IRL John Aldridge - IRL Ray Houghton - ITA Daniele Massaro - MAR Hassan Nader - MAR Mohammed Chaouch - MEX Marcelino Bernal - MEX Alberto García Aspe - NED Bryan Roy - NED Gaston Taument - NED Aron Winter - NGA Finidi George - NGA Samson Siasia | - NGA Rashidi Yekini - NOR Kjetil Rekdal - ROM Dan Petrescu - RUS Dmitriy Radchenko - KSA Fahad Al-Ghesheyan - KSA Sami Al-Jaber - KSA Saeed Al-Owairan - KOR Hwang Sun-Hong - KOR Seo Jung-Won - SWE Henrik Larsson - SWE Roger Ljung - SWE Håkan Mild - SUI Georges Bregy - SUI Stéphane Chapuisat - SUI Alain Sutter - USA Earnie Stewart - USA Eric Wynalda |

Gols contra (1)
- COL Andrés Escobar (a favor dos Estados Unidos)

## Símbolos

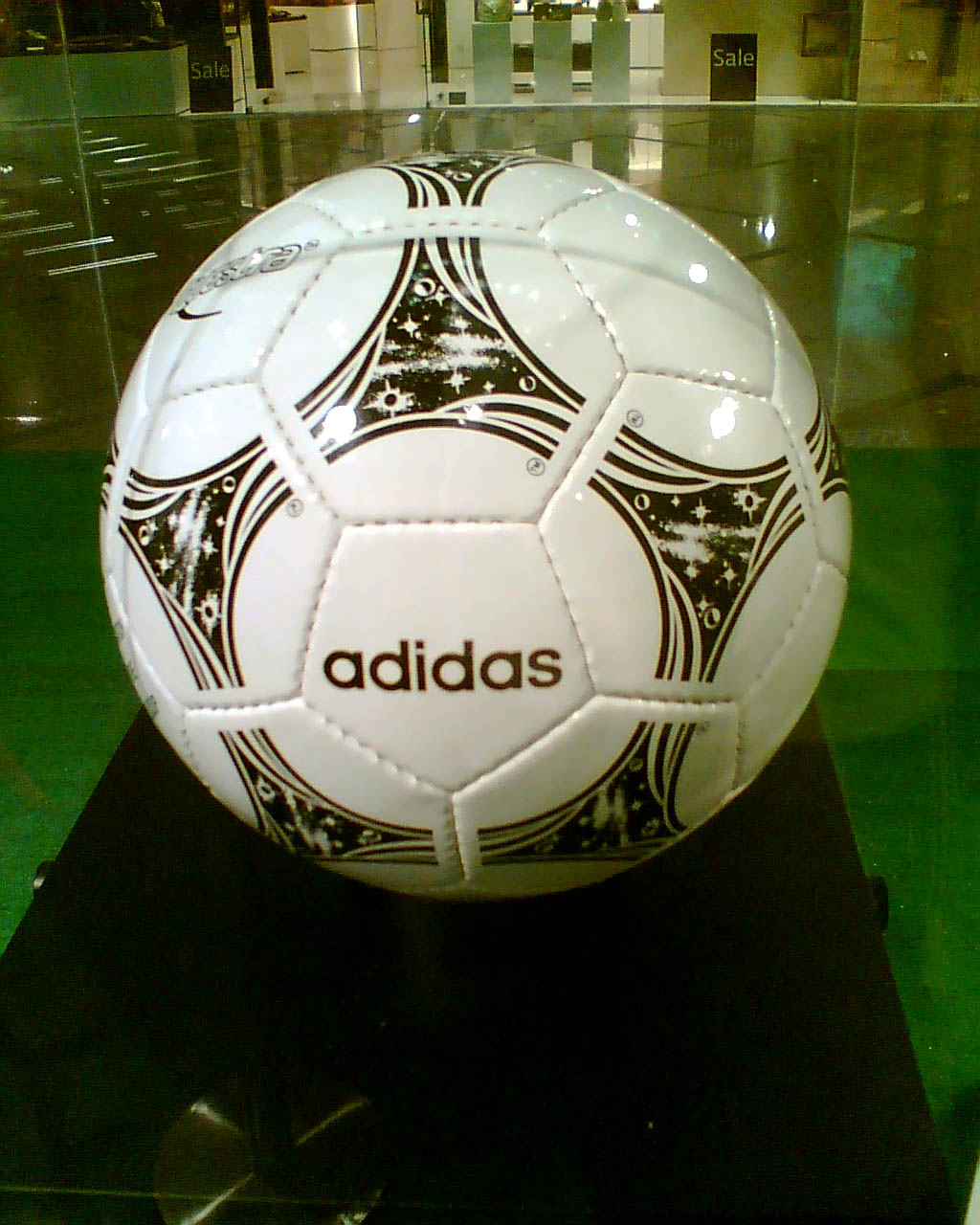
Adidas Questra.

### Bola
A bola da Copa dos Estados Unidos foi a "Adidas Questra", fabricada pela Adidas.

### Mascote
Quanto a tarefa de produzir um mascote para a Copa do Mundo foi dada aos americanos, ao invés de fazerem como a Inglaterra, que escolheram seu animal nacional (o leão) para 1966, os EUA decidiu usar um animal doméstico, um cão, no lugar da emblemática águia americana, pois esta já tinha sido utilizada como mascote nos Jogos Olímpicos de Los Angeles, dez anos antes. O animal, o cãozinho Striker, vestia roupas com as cores da bandeira norte-americana. O objetivo era atrair um público maior ao esporte, que não é tão popular no país. Não deu certo: o cachorrinho pouco icônico não chamou a atenção da criançada, deixando os souvenires da Copa do Mundo encalhados nas prateleiras. Striker foi desenhado pelos estúdios Warner Bros.

## Transmissão

### Brasil
A Copa do Mundo de 1994 teve sua história contada no filme "Todos os Corações do Mundo", dirigido por Murilo Salles. Mas, muito antes de seu lançamento, o diretor liberou algumas imagens feitas de outros ângulos de alguns jogos daquele mundial para o programa "Fantástico", da Rede Globo. A cobertura da TV brasileira foi feita por Globo, Bandeirantes, SBT e SporTV. Na Globo, os locutores foram Galvão Bueno, Oliveira Andrade e Cléber Machado, e os comentaristas foram Pelé, Raul Plassmann e Arnaldo Cezar Coelho. Na Band, a narração ficou por conta de Luciano do Valle, Silvio Luiz, Marco Antônio Matos, Jota Júnior e os comentaristas foram Gérson, Rivelino, o recém-contratado Tostão, Armando Nogueira, Zico, Juarez Soares e Mário Sérgio. No SBT, os locutores foram Luiz Alfredo, Carlos Valadares e Osmar de Oliveira e os comentaristas foram Telê Santana, Orlando Duarte, Carlos Alberto Torres (capitão do tri em 1970) e Antero Greco. Também no SBT, se destacou também o "amarelinho", uma simpática bolinha amarela que era o mascote das transmissões dos jogos do Brasil na emissora de Silvio Santos. No SporTV, as partidas eram exibidas em VT tinham a narração de Luiz Carlos Júnior, Maurício Torres e Sérgio Maurício, foi a primeiro canal de TV por assinatura no Brasil a exibir a Copa do Mundo. A TV Manchete também ia fazer parte da cobertura, mas, devido aos seus problemas financeiros, teve que ficar de fora, mesmo que a emissora de Adolpho Bloch tenha escolhido Osmar Santos para narrar os jogos, em seu último ano como locutor.[carece de fontes?]

## Estatísticas
- Cartão amarelo mais rápido: Sergey Gorlukovich (segundos depois do início de Suécia x Rússia)
- Gol mais rápido: Gabriel Batistuta (2 minutos de Argentina x Grécia)
- Gol mais tardio: Kennet Andersson (115 minutos de Suécia x Romênia)
- Gol mais tardio sem prorrogação: Philippe Albert (Bélgica), Nasko Sirakov (Bulgária) e Daniel Amokachi (Nigéria), todos aos 45 minutos do segundo tempo.
- Cartões amarelos: 232
- Cartões vermelhos: 15